# هاري ليفين
هاري ليفين (بالإنجليزية: Harry Levine)‏ هو شخصية أعمال أمريكي، ولد في 1 أغسطس 1895، وتوفي في 1 مايو 1977.